# Берилловая диадема
«Берилловая диадема» (англ. The Adventure of the Beryl Coronet) — произведение из серии «Приключения Шерлока Холмса» Артура Конана Дойля.

## Сюжет
Банкиру Холдеру отдают в залог диадему, которая была достоянием нации. Боясь оставлять её в своём банке на Треднидл-стрит, Холдер везёт драгоценное украшение домой в Стретем и запирает в бюро. Ночью он обнаруживает около бюро сына Артура с погнутой диадемой, часть которой к тому же отсутствовала, но племянница банкира Мэри утверждает, что его сын невиновен. Полиция арестовывает Артура за неимением других подозреваемых. Холдер идёт к Холмсу. Тот устанавливает, что Мэри была соучастницей кражи, совершённой её любовником Джорджем Бэрнвеллом. Артур же отобрал бо́льшую часть диадемы у Бэрнвелла и фактически вернул её владельцу. Артур, любивший Мэри, отказывался говорить об истинных обстоятельствах кражи, поскольку оправдаться он мог, только выдав девушку. В конце концов Холмс, выйдя на Бэрнвелла, узнаёт у него местонахождение недостающего куска диадемы и выкупает его.

## Хронология
Действие происходит в феврале 1886 года.

## История публикации
«Приключение берилловой короны» было впервые опубликовано в Великобритании в журнале The Strand Magazine в мае 1892 года и в Соединённых Штатах в американском издании Strand в июне 1892 года. 